# مران (محافظة المويه)
مران مركز سعودي تابه لمحافظة المويه بمنطقة مكة المكرمة، غرب المملكة العربية السعودية.